# 中山成公
中山成公（？—前328年），為戰國中山國君主之一，中山國第四任君主，他為中山桓公兒子，承襲中山桓公的政權，在位約為20餘年。中山王𰯼即位後，追謚為成王。
中山成公在相國樂池去世後，拜司馬喜為相，公元前332年，齊國和魏國聯合起來共同討伐趙國，中山成王乘齊、魏攻趙之機，率師攻趙，引槐水圍趙國的重地鄗邑（今河北省柏乡县东北），擊敗了強大的趙軍，使趙國幾乎將鄗失陷，給予趙國以沉重的打擊。中山鼎銘説：“昔者吾先祖桓王，邵考成王，身勤社稷，行四方，以憂勞邦家”。